# Bitwa pod Worringen
Bitwa pod Worringen – starcie zbrojne, które miało miejsce 5 czerwca 1288 r. Była to decydująca bitwa wojny o sukcesję limburską (1283–1289). Głównymi konkurentami konfliktu byli Zygfryd z Westerburga, arcybiskup Kolonii oraz Jan I brabancki.

## Przyczyny wojny
Powodem wojny był spór o sukcesję po Ermengardzie, jedynej córce ostatniego księcia Limburgii Walrama IV, a zarazem żonie hrabiego Geldrii Renalda I. Po śmierci Walrama, Ermengarda podarowała całą Limburgię swojemu małżonkowi. Panowanie nad tymi terenami dawało Renaldowi dominację w całej Dolnej Lotaryngii.
W roku 1283 zmarła Ermengarda. Małżeństwo było bezpotomne, co było powodem sporów o prawo dynastyczne, które nie gwarantowało sukcesji krewnym w linii żeńskiej. O tron ubiegał się hrabia Bergu Adolf V, bratanek Walrama V, którego poparło kilku władców. Po stronie Renalda I stanęli: książę Henryk (der Alte) z Limburga, hrabia Luksemburga Henryk VI, jego brat Walram z Ligny, kuzyn Walram z Valkenburga, hrabia Jülich Walram i kilku innych możnych. Wszyscy oni mieli wspólnie wybrać spośród swojego grona przyszłego władcę Limburgii.
2 lutego 1284  r. władcy zawarli porozumienie o poparciu swojego kandydata w uzyskaniu sukcesji limburskiej. Do tego czasu pokojowe rozwiązanie sporu wydawało się jeszcze możliwe.

## Długa droga do Worringen
Książę Jan I brabancki prócz dynastycznych, miał także własne interesy – zamierzał rządzić całą Dolną Lotaryngią, do której chciał przyłączyć Limburgię. Wraz ze swoimi limburskimi wasalami Jan I wypowiedział 13 września 1283 r. wojnę Renaldowi i wysłał Adolfa z Bergu na czele armii rycerstwa do Limburgii.
Zygfryd z Westerburga, arcybiskup Kolonii sprzeciwił się roszczeniom Jana I brabanckiego, obawiając się utraty przywilejów nad dolnym Renem. Tydzień później zawiązał sojusz militarny z Renaldem z Geldrii skierowany przeciwko Brabantczykowi. Do obozu Renalda należał m.in. Walram z Valkenburga, którego Renald mianował swoim przedstawicielem w Limburgii.
Rycerstwo limburskie było podzielone. Po stronie Renalda stali Drost z Limburga i Kuno Snabbe z Lontzen z rodu Skavedriesch. Sprzeciwił mu się natomiast Henryk z Mulrepas, który przeszedł na stronę Jana I brabanckiego. Oba rody dorównywały sobie militarnie.
W latach 1283–1288 dochodziło do licznych potyczek, w wyniku których Limburgia została całkowicie spustoszona. Dochodziło też stale do zmiany frontów przez licznych wasali.
W maju 1288 r. hrabia Henryk luksemburski na czele swojej armii ruszył w kierunku Kolonii. Po drodze do jego sił przyłączały się kolejne oddziały sprzymierzonych wasali. Pod koniec maja Henryk spotkał się z hrabią Geldrii i jego sprzymierzeńcami w Valkenburgu. Omawiano dalsze losy kampanii. W rezultacie Renald za cenę 40 000 brabanckich denarów odsprzedał prawa do księstwa Geldrii Henrykowi i jego bratu Walramomi.
Jan I brabancki, gdy dowiedział się o sprzedaży praw przez hrabiego Geldrii, pomaszerował również w kierunku Valkenburga, a następnie do Kolonii. Dnia 26 maja w miejscowości Bruehl toczyły się rozmowy pomiędzy Janem, hrabią Mark Eberhardem, Adolfem z Bergu i Walramem. Oprócz nich w rozmowach uczestniczyli przedstawiciele Kolonii. Tematem rozmów było utworzenie związku pokojowego wszystkich regionów, co zatwierdzono dnia 28 maja w Kolonii. Kolonia stała się także ważną bazą dla Jana I. Pierwszym celem związku było zburzenie arcybiskupiego zamku w Worringen.
W dniach 29 maja do 5 czerwca siły sprzymierzone otoczyły Worringen. Armię brabancką wsparł liczny kontyngent mieszczan kolońskich. Równocześnie w okolicy Neuss zebrały się siły hrabiego Luksemburga i Zygfryda z Westerburga ze swoimi wasalami, które ruszyły w kierunku Brauweiler (obecnie dzielnica Pulheim), w pobliżu którego założyły obóz.

## Bitwa pod Worringen
Wczesnym rankiem po mszy porannej arcybiskup Zygfryd z Westerburga wraz ze swoimi wojskami opuścił swój obóz w Brauweiler i skierował się do oddalonego 2 km dalej Worringen. Poinformowany przez zwiadowców o nadciąganiu wojsk Zygfryda Jan I brabancki wyruszył im naprzeciw, zajmując pozycje na wzniesieniu położonym na południowy wschód od miasta. Około godziny 11 na miejsce nadeszły wojska arcybiskupa. Siły te sformowały się na zachód od Fühlingen: Luksemburczycy zajęli pozycję naprzeciwko Brabantczyków, arcybiskup na czele wojsk kolońskich stanął na prawym skrzydle naprzeciwko oddziałów Adolfa z Bergu i piechoty składającej się z mieszczan kolońskich i chłopów. Hrabia Geldrii zajął pozycję na lewym skrzydle naprzeciwko jazdy z Jülich i hrabiego Looz, a także piechoty brabanckiej.
Już na początku bitwy siłom arcybiskupa udało się stratować piechotę i pomocnicze oddziały z Kolonii, które rzuciły się do ucieczki. W chwilę później wojska arcybiskupa stanęły w niekorzystnym położeniu, które niemalże doprowadziło do zmieszania szyków. Gwałtowna walka wybuchła w środkowej części frontu pomiędzy Brabantczykami a Luksemburczykami. Śmierć ponieśli m.in. Walram z Ligny, Henryk luksemburski, Henryk z Houffalize oraz kilku ich krewnych. Tym samym zginęła cała generacja dynastii Luksemburgów.
Około godz. 15 atak przypuściła jazda rycerska hrabiego Bergu i ponownie piechota chłopska, które uderzyły na prawą flankę wojsk arcybiskupa. Zagrzewani płomienną mową Waltera Dode i Gerharda Overstolzen, chłopi rzucili się w sam wir walk. Overstolzen w ciężkiej zbroi został nawet zrzucony przez konia, po czym rzucił się do walki na piechotę, jednak szybko upadł z wysiłku i zmarł. Walkę chłopów z Bergu i Kolonii opisuje się jako chaotyczną. Mieli oni bić każdego rycerza, niezależnie czy był on wrogiem czy przyjacielem. Wynikało to z nieznajomości herbów rycerskich i braku rozróżniania wroga od sprzymierzeńca.
Wkrótce arcybiskup uznał swoje położenie jako beznadziejne i zaoferował kapitulację Gotfrydowi brabanckiemu. Piechota chłopska zdobyła tymczasem wóz flagowy arcybiskupa, co spowodowało całkowite złamanie oporu przeciwnika. Część żołnierzy zbiegła, reszta trafiła do niewoli.
Podobnie na lewym skrzydle wyglądała sytuacja Renalda geldryjskiego. Podczas próby ucieczki, Renald dostał się do niewoli księcia brabanckiego. Walram z Valkenburga był ostatnim wasalem arcybiskupa, który opuścił pole bitwy po gwałtownym pojedynku z proboszczem z Akwizgranu. Pomocy w ucieczce udzielił mu hrabia Arnold z Looz.
Ostatnie walki toczyły się jeszcze pomiędzy wojskami rodów Skavedriesch i Mulrepas, które toczyły tu swój prywatny konflikt. W końcu pozostali przy życiu członkowie rodu Skavedriesch poddali się, co zakończyło bitwę. Stało się to o godzinie 17.
Po walce zwycięzcy za pojmanych rycerzy i ich konie zażądali wysokich okupów. Wielu zabitych na polu walki nie dało się zidentyfikować, gdyż ich ciała były całkowicie stratowane przez masy koni. Zabitych starano się rozpoznać po naszytych herbach, po czym pochowano ich w masowych grobach.
Dzisiejsze szacunki mówią o liczbie 10 000 ludzi biorących udział w bitwie. Znajdowało się wśród nich 2300 pancernych rycerzy brabanckich oraz 2800 Kolończyków. Po stronie brabanckiej znajdowało się także 60 pancernych rycerzy z Kolonii. Piechota brabancka liczyła ok. 2500 ludzi (500 chłopów z Bergu, 1500 z Kolonii). Piechota arcybiskupa to 1400 ludzi.
Według różnych źródeł poległo 1100 ludzi, 700 dalszych zmarło później w wyniku ran. W Kolonii naliczono po bitwie 700 wdów. Największe straty poniosła piechota. W przypadku rycerstwa straty były dużo niższe, co wynikało z tradycji rycerskiej brania jeńców w walce i żądania za nich okupu. Gwałtowny atak chłopstwa zdecydował też, że liczni rycerze woleli poddać się rycerstwu przeciwnika niż ponieść śmierć z ręki wzburzonej biedoty.

## Następstwa bitwy
Arcybiskup Zygfryd z Westerburga stał się po bitwie jeńcem hrabiego Bergu i przebywał w niewoli w zamku Burg-Novum Castrum. Dopiero dnia 19 maja 1289 r. odzyskał wolność. Arcybiskup musiał też zapłacić kwotę 12 000 marek na rzecz zwycięzców i zrzec się prawa do spornych ziem. Twierdze i zamki nad Renem miały zostać rozebrane (Zons i Neuenburg), podobnie zresztą jak i Worringen. Odpowiadało to roszczeniom mieszczan Kolonii i hrabiego Bergu. W roku 1288 Adolf z Bergu nadał prawa miejskie Düsseldorfowi. W roku 1322 dołączyło do niego Mülheim. Oba nadreńskie miasta rozwinęły się gospodarczo.
W Westfalii częściowo rozebrano zamki Isenberg, Volmarstein, Raffenberg i Limburg an der Lenne, o co zabiegał Eberhard z Mark. Walram z Jülich z pomocą mieszczan kolońskich zdobył Zülpich, jednak większych korzyści terytorialnych nie odniósł.
Książę brabancki po krótkim okresie spokoju zmierzył się ponownie militarnie z Walramem z Valkenburga, a następnie dnia 1 września 1292 r. otrzymał księstwo Limburgii od nowo mianowanego króla Adolfa z Nassau. Widocznym znakiem zwycięstwa było umieszczenie lwa limburskiego w herbie brabanckim w czasach Jana II. Herb przedstawiał złotego lwa na czarnym tle (pierwsze i czwarte pole) oraz czerwonego lwa na białym tle (drugie i trzecie pole).